# العلاقات الإسرائيلية اليابانية

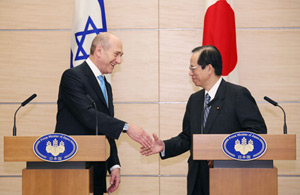
ياسو فوكودا يصافح نظيره الإسرائيلي إيهود أولمرت سنة 2008

العلاقات بين إسرائيل واليابان بدأت يوم 15 مايو 1952، عندما اعترفت اليابان بإسرائيل، فقامت إسرائيل بفتح مفوضية فيها. وفي عام 1954 تولى السفير الياباني في تركيا دوراً إضافياً في إسرائيل. في عام 1955 افتتح المفوضية اليابانية مع الوزير المفوض في تل أبيب. في عام 1963 إزادات العلاقات لمستوى سفارات وبسبب تبعية الطاقية اليابانية فالعلاقات مع الدول العربية والمسلمة لها أولوية على إسرائيل. إلا أنه منذ سنة 1980 بدأت العلاقات تزداد إزدياداً ملحوظاً بسبب إنخفاض إعتماد اليابان على النفط العربي.

## اليابان والحركة الصهيونية
دعمت الإمبراطورية اليابانية وعد بلفور وإنشاء الكيان الصهيوني لأول مرة في عام 1919 في رسالة بعث بها السفير الياباني في بريطانيا. ظهر في العام التالي تورط اليابان للمرة الأولى في شؤون الشرق الأوسط، على الرغم من مشاركة الصغيرة في مؤتمر سان ريمو الذي ناقش تقسيم الإمبراطورية العثمانية.وقد ناقش أيضا تسليم فلسطين المحتلة للكيان الصهيوني.

## العلاقات منذ عام 1950
بدأت اليابان بتعميق علاقاتها الاقتصادية بالمنطقة العربية منذ مطلع الستينات، وأصبحت تعمتد اعتمادا كبيرا على النفط الخليجي، وبدا ذلك في موقفها من حرب 1967 الذي دعت فيه لانسحاب القوات الإسرائيلية من إلى حدود ما قبل الخامس من حزيران.
وأظهرت اليابان الحياد بتوقيع اتفاقيات كامب ديفيد 1978 ومعاهدة الصلح المصرية الاسرائيلية عام 1979، وذلك حفاظا على علاقة ودية مع دول الخليج التي أبدت تحفظا على العلاقات المصرية الإسرائيلية في حينها، واعتماد اليابان نسبة 80% من احتياجاتها البترولية على الخليج (بما قدر ب60% من إيران و20% من الدول العربية الخليجية).

## العلاقات منذ عام 1980
تطورت العلاقات الإسرائيلية اليابانية في أعقاب زيارة اسحق شامير إلى اليابان عام 1985 حيث اتخذت الحكومة اليابانية على أثرها قرارا بتطوير علاقاتها مع إسرائيل فبدأ توجه اليابان نحوالتحلل التدريجي من الالتزام بالمقاطعة العربية تجاه اسرائيل، فارتفع حجم التبادل التجاري بين الدولتين بنسبة 50% في عام 1986. وقام البلدان بتبادل البعثات التجارية عام 1987.

### بعد بدء عملية السلام الفلسطينية الإسرائيلية
انبثقت لجان عدة متخصصة عن مؤتمر مدريد عام 1991 فشاركت اليابان فيها وترأست اللجنة الخاصة بالبيئة. قام بعدها رئيس الوزراء الإسرائيلي اسحق رابين بزيارة إلى طوكيو عام 1994، أعلنت اليابان رسميا خلالها بأنها تفكر في إعادة النظر في المقاطعة العربية لإسرائيل وتعزز هذا التوجه اثر زيارة رئيس الوزراء الياباني موروياما إلى إسرائيل عام 1995.
وارتفع حجم الصادرات اليابانية إلى إسرائيل في تلك الفترة من حوالي 689 مليون دولار عام 1992 إلى 1,315 مليون دولار عام 1995، بينما انخفضت الواردات من 998 مليون دولار إلى 938 مليون دولار خلال المدة ذاتها، في مقابل انخفاض نصيب اليابان من التجارة في المنطقة العربية من 3.3% عام 1994 إلى 2.2% عام 1996 في مجال الصادرات، ومن 10.3% إلى 8.3% خلال نفس الفترة في مجال الواردات.
في عام 1997 قام وزير الخارجية الإسرائيلي السابق ديفيد ليفي بزيارة إلى طوكيو.